# Stadion Dragan Nikolić
Stadion Dragan Nikolić – wielofunkcyjny stadion w Pirocie, w Serbii. Został otwarty w 1961 roku. Może pomieścić 13 816 widzów. Swoje spotkania rozgrywają na nim piłkarze klubu FK Radnički Pirot.